# Rave On Buddy Holly
Rave On Buddy Holly är ett album från 2011 med kända artisters tolkningar av Buddy Holly-låtar.

## Låtlista
1. "Dearest" (The Black Keys) - 2:04
2. "Everyday" (Fiona Apple & Jon Brion) - 2:19
3. "It's So Easy" (Paul McCartney) - 4:34
4. "Not Fade" (Florence + the Machine) - 4:02
5. "(You're So Square) Baby, I Don't Care" (Cee Lo Green) - 1:32
6. "Crying, Waiting, Hoping" (Karen Elson) - 2:26
7. "Rave On" (Julian Casablancas) - 1:58
8. "I'm Gonna Love You Too" (Jenny O.) - 2:12
9. "Maybe Baby" (Justin Townes Earle) - 2:08
10. "Oh Boy!" (She & Him) - 2:18
11. "Changing All Those Changes" (Nick Lowe) - 1:41
12. "Words of Love" (Patti Smith) - 3:22
13. "True Love Ways" (My Morning Jacket) - 3:24
14. "That'll Be the Day" (Modest Mouse) - 2:16
15. "Well All Right" (Kid Rock) - 2:10
16. "Heartbeat" (The Detroit Cobras) - 2:20
17. "Peggy Sue" (Lou Reed) - 3:19
18. "Peggy Sue Got Married" (John Doe) - 3:59
19. "Raining in My Heart" (Graham Nash) - 3:30